# Kaprije (sziget)
Kaprije (olaszul: Capri) egy sziget az Adriai-tengerben, a Šibeniki szigetvilág középső részén, Šibeniktől 15 km-re délnyugatra. Nevét a mediterrán kapriról kapta, amelynek rügyei fűszerként szolgálnak.

## Fekvése
A sziget északnyugat-délkeleti irtányban húzódik Kakan és Zmajan szigete között. Hosszúsága 7 km, legnagyobb szélessége 2,7 km. Partvonala erősen tagolt, így a partvonal teljes hosszúsága 25,2 km. Legmagasabb pontja a 132 méteres Vela glavica. Számos kis sziget (Dupinić Mali, Dupinić Veli, Kraljak, Mišnjak Mali, Mišnjak Veli, Politrenica, Prčevac, Ravan) övezi. Növényzete fűből és alacsony bokrokból áll. Egyetlen települése Kaprije a délnyugati parton fekszik.
A szomszédos szigetektől tengeri átjárók és csatornák, valamint a Murter-tenger vize választják el. Északkeletre a kisebb szigetekkel rendelkező Prvić, Tijat és Zmajan (Orut) található, melyektől a Kaprije-csatorna választja el, délnyugatra Žirje szigete található kisebb szigeteivel, ahonnan a Žirjan-csatorna, nyugaton pedig Kakan szigete, melytől a Kakan- csatorna választja el, amelyben Borovnjak Mali és Borovnjak Veliki szigetei találhatók.
Kaprije szigetén mintegy 20 öböl található. Ezek közül a leghíresebbek:
- A Sveti Petar-kikötő (Kaprije kikötő) a sziget fő és legnagyobb öble, ahol Kaprije település tengerparti része található. Kompkikötője és kikötői vannak. A legmélyebb pont körülbelül 15 méter.
- A Mala Nozdra-öböl Kaprije falutól délkeletre található. Az öböl lakatlan, de van itt egy étterem és jachtkikötők. A Kaprije és Nozdra közötti út jól karbantatott.
- Velika Nozdra
- Gračice
- Remetić

## Földtani szerkezete
A Kaprije és Kakan szigetei az őket övező szigetekkel, valamint a teljes Šibeniki szigetcsoport az Isztria-Dalmácia geotektonikai egységhez tartozik, amelynek geológiai szerkezeti formái északnyugat-délkeleti irányban nyúlnak. Ez a szerkezeti felépítés a kréta kor végétől és a paleogén kezdetétől kezdődő intenzív tektonikus tevékenység következménye, amely kissé alacsonyabb neotektonikus mozgások intenzitásával ma is folytatódik. Az alpesi orogenitáson belül ugyanis a larami orogén fázis a kréta kor végén és a harmadidőszaki szakasz kezdetén, valamint a pireneusi orogenetikus fázis az eocén végén és az oligocén elején az afrikai litoszferikus lemez legintenzívebb szubdukciójának időszaka Eurázsia alatt. Az afrikai litoszférikus lemez, kezdetben északra, majd északkelet felé haladva, maga előtt tolta a kisebb apuliai lemezt, amelynek egy része az ún. adriai mikrolemez a Dinaridák alá húzódott. A karbonátos platformok megjelenése és azok tektonikus indukciója eredményeként egyedülálló geológiai, geomorfológiai, hidrogeológiai és hidrológiai formák halmazát egyesítette. Ez a karszt, amely szinte teljes egészében megkülönbözteti ezt a geotektonikai egységet. A felső pleisztocén-holocén transzgresszió 121 ± 5 méteres magassággal jeleníti meg ezt a területet. Ez az úgynevezett dalmát tengerparttípus, amelyet a szigetek, a partvidék és az alapvető geológiai és geomorfológiai struktúrák párhuzamossága jellemez.

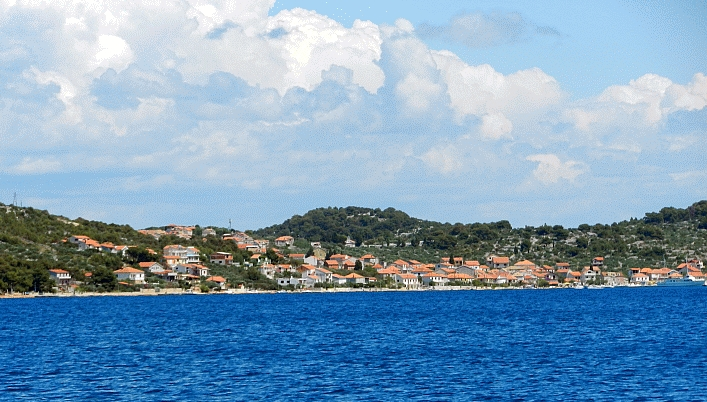
Kaprije látképe

## Vizei
A karbonátos talajszerkezet, mely karsztosodást és jelentős vízáteresztő képességet idéz elő, valamint a sziget viszonylag kis területe szárazságot és felszíni vízhiányt okoz Kaprije szigetén. A vízhiány a sziget évszázados problémája. Az egyetlen ismert hidrológiai létesítmény a Lokva na Mrtovac, amelyet korábban itatásra használtak, mára pedig elhanyagolták és félig betemették. Innen ered a Polokve helynév, amellyel a tó közvetlen környezetet elnevezték. Polokve környezetében, a Kaprije-öböl sekély részén található a Vrulja, amely kevéssé bőséges víz alatti vízforrás. 2003-ban egy minisztériumi kezdeményezésre indított vizsgálat hét méter mélysében észlelte édesvíz jelenlétét, de továbbra is kérdés maradt, hogy ez megoldja-e a sziget vízellátási gondjait.

## Története
A sziget a 14. században a Ljubić család tulajdonában volt, 1500-tól pedig a šibeniki Divić (Difnico) nemesi családé. Az első kaprijei település a 15. században keletkezett, a 16. században pedig a törökök inváziója miatt még népesebb lett, mivel a szárazföldről sokan a szigeteken kerestek menedéket. A szigetekről az első tanulmányt P. Kaer pap írta, aki a 16. század elején a Divićek uralma idején ide települt Jelovčić és Radovčić családokról írt kimerítő részletességgel. Ebben az időben Kaprije az itt kitermelt mészről volt nevezetes. 1560-ban például a šibeniki lazaret építéséhez is innen szállították a meszet. A legnagyobb mészkőbánya a Kaprije-fok közelében fekvő Medošon volt. Az első világháború után rövid ideig az Olasz Királyság, ezután a Szerb-Horvát-Szlovén Királyság, majd Jugoszlávia része lett. A második világháborúban megszállták az olasz csapatok, akiknek a szomszédos Kakan-szigeten a Tratica-öbölben volt a tábora. Még ma is megtalálhatók a szigeten a katonai létesítmények, bunkerek, őrhelyek maradványai. Sok kaprijei lakos csatlakozott ebben az időben az antifasiszta ellenálláshoz és többen közülük el is estek a harcokban. A délszláv háború idején a szigetet nem érték károk. Lakói segítséget nyújtottak a žirjeieknek a szomszédos sziget védelméhez és segítettek a tűz oltásában amikor Žirjét 1991. szeptember 18-án rakétatámadás érte.

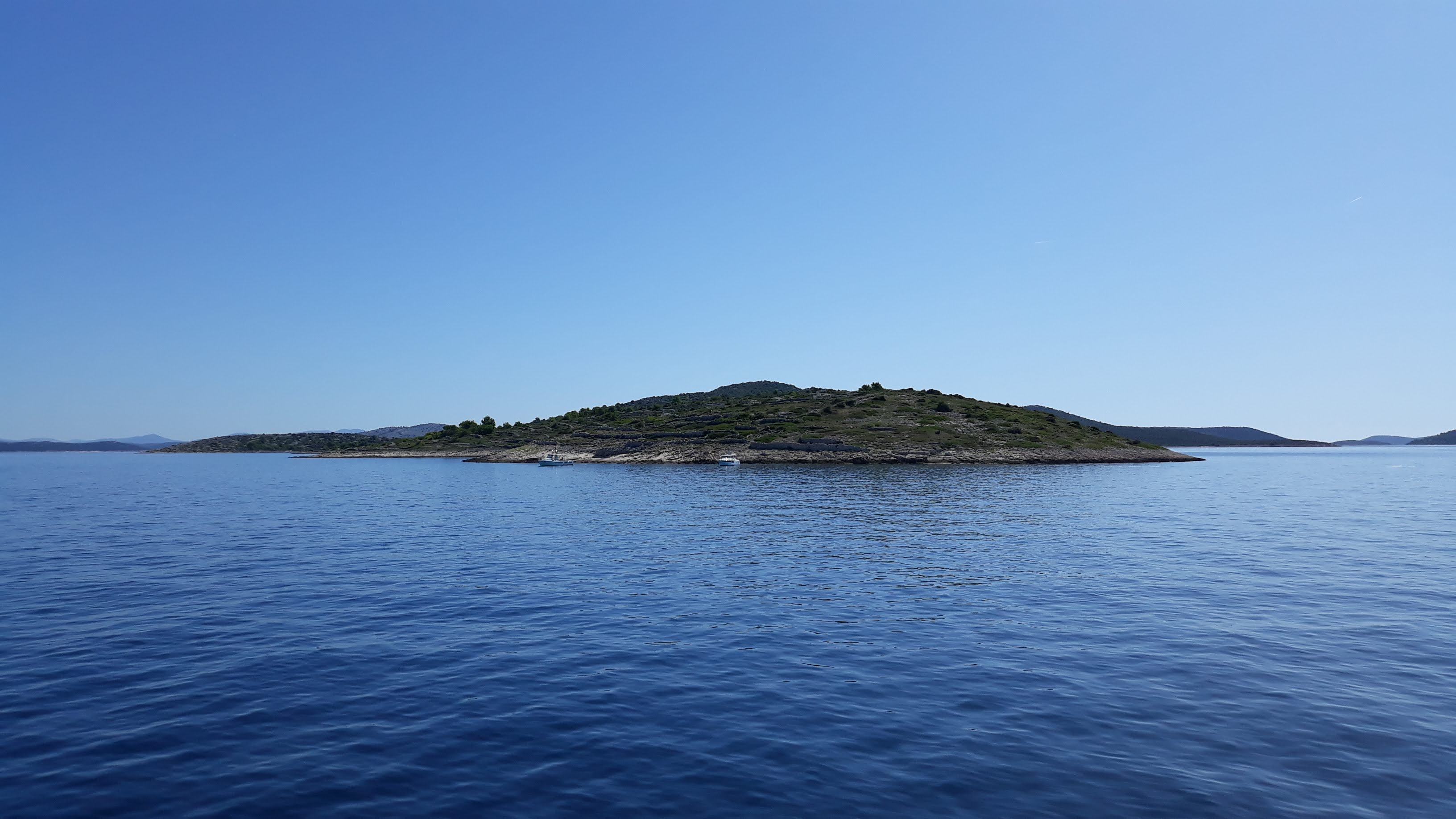
A sziget legnyugatibb pontja

## Közlekedés
Kaprije egy komppal és egy nagysebességű hajójárattal, amely átlagosan naponta kétszer-háromszor közlekedik, kapcsolódik a szárazföldhöz, azaz Šibenikhez. Jadrolinija Krčanka kompja nemcsak Kaprijébe, hanem Žirjébe, és hetente egyszer Zlarinba is közlekedik. A kompkapcsolat ellenére a fejletlen infrastruktúra miatt a szigetre nem engednek autókat. Csak kisebb és keskeny utak vannak a szigeten. A jövőben parkoló építését és a meglévő utak bővítését tervezik.

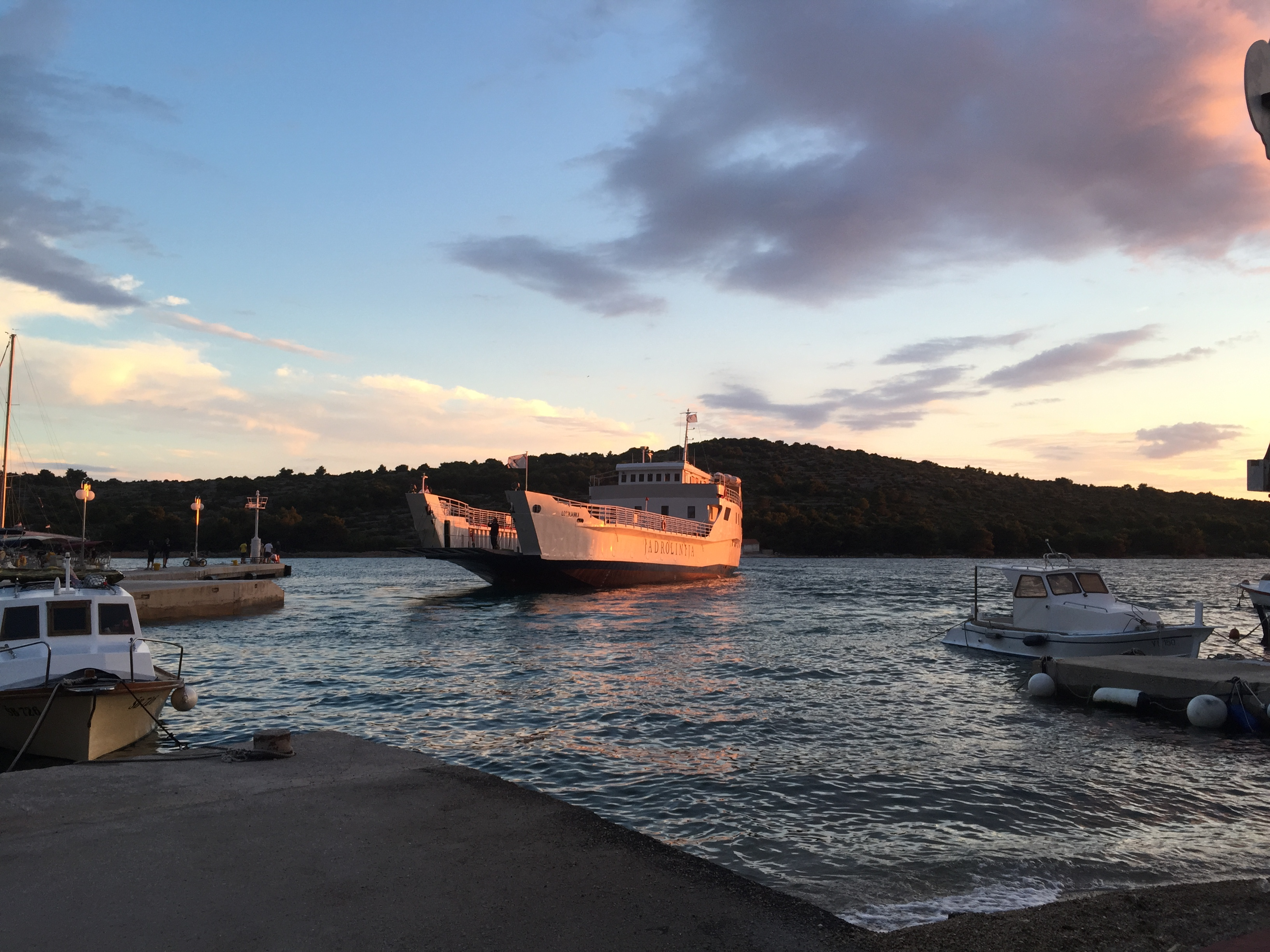
A kompkikötő

## Infrastruktúra
A sziget nincs összekötve Šibenik-Knin megye regionális vízellátási rendszerével, a tulajdonképpeni észak-dalmáciai vízellátó rendszerrel. A vizet a csapadékvíz saját tározóiban (ciszternákban) történő összegyűjtésével, a száraz évszakban pedig víztartározó hajókkal biztosítják. Azokban az években, amikor a sziget vízellátása zavart szenvedett, a lakosság kényszerű megszorításoknak volt kitéve. A szigeten nemrégiben új víztározó került kialakításra, amelynek térfogata 500 m³, a helyi vízvezetékhálózatra ma mintegy 250 fogyasztó csatlakozik.

## Fordítás
Ez a szócikk részben vagy egészben  a   Kaprije című horvát Wikipédia-szócikk ezen változatának fordításán alapul.  Az eredeti cikk szerkesztőit annak laptörténete sorolja fel. Ez a jelzés csupán a megfogalmazás eredetét és a szerzői jogokat jelzi, nem szolgál a cikkben szereplő információk forrásmegjelöléseként.